# Circuit Emulation Service
Circuit Emulation Service (CES, wörtl. Drahtverbindungs-Emulations-Dienst) ist ein Verfahren der Datenübertragung, bei dem Daten, die im Zeitmultiplexverfahren (TDM) vorliegen, über ein asynchrones Netzwerk mit Paketvermittlung (z. B. ATM, Ethernet) oder ein auf Internet Protocol (IP) basierendes Netzwerk übertragen werden. Unter CES im engeren Sinne wird manchmal nur die Übertragung über ATM verstanden (Abkürzung auch CESoATM), während die Abkürzung CESoP (Circuit emulation services over packet) meist für Übertragung über IP verwendet wird.
Das Verfahren wird für Geräte der traditionellen Telefontechnik verwendet, deren digitalisierte Sprache damit über moderne Netzwerke übertragen werden kann. Diesen Geräten wird also eine direkte Drahtverbindung („circuit“) oder andere Übertragungsstrecke des TDM-Signals „vorgegaukelt“ (emuliert), obwohl die zugrunde liegende Datenverbindung völlig anders funktioniert, nämlich mit Datenpaketen, die über ein Netzwerk übertragen werden.
TDM ist ein kontinuierlicher Datenstrom mit genauer Taktinformation. Durch CES wird dieser in Pakete gewandelt, die dann z. B. über ATM- oder IP-Netze übertragen werden. Nach der Übertragung werden die Datenpakete zwischengespeichert, wieder zum TDM-Signal zusammengesetzt und mit festem Takt an das Zielgerät weitergeleitet. Voraussetzung für eine fehlerfreie Übertragung ist, dass alle Datenpakete rechtzeitig ankommen, um zum TDM-Signal zusammengesetzt zu werden. Deshalb werden vor der Übertragung über das Netzwerk QoS-Informationen hinzugefügt, um eine ausreichende Priorität der übertragenen Daten zu erzielen. Weiter muss der Takt des ursprünglichen TDM-Signals exakt wiederhergestellt werden, damit kein Datenverlust durch Bitschlupf entsteht.
Bei ATM wird für den CES der standardisierte AAL 1 verwendet. Als Zeitmultiplexverfahren wird fast ausschließlich PCM verwendet mit einer Bitrate von 2,048 Mbit/s.
Durch die rasche Entwicklung der Computernetze und die zunehmende Anzahl von IP-Netzen steigt die Bedeutung von CESoP.